# ويليام غرانت كريب
ويليام غرانت كريب (1882-1933) (بالإنجليزية: William Grant Craib)‏ هو عالم نبات بريطاني.